# Franky Doyle
 (août 2016).
Si vous disposez d'ouvrages ou d'articles de référence ou si vous connaissez des sites web de qualité traitant du thème abordé ici, merci de compléter l'article en donnant les références utiles à sa vérifiabilité et en les liant à la section « Notes et références ».
Ne pas confondre avec Frieda Joan "Franky" Doyle interprétée par Carol Burns (en).
Francesca « Franky » Doyle est un personnage de fiction de la série télévisée australienne Wentworth qui vit au centre correctionnel Wentworth, où elle est enfermée.

## Création
Dans une interview, Da Silva déclare que Franky est « quelqu'un de dynamique, mais qu'elle vient d'une enfance mouvementée et que ça a eu un impact sur sa manière d'opérer ».

## Avant Wentworth
Franky purge une peine de prison de sept ans après avoir agressé un présentateur TV d'un concours de cuisine avec de l'huile chaude après qu'il a critiqué son plat. Franky a également été négligée et abusée pendant son enfance.

## Histoire
Cette prisonnière du centre correctionnel Wentworth est incarnée par l'actrice Nicole da Silva. Les histoires notables de Franky sont ses relations avec Kim Chang, Erica Davidson et Bridget Westfall. Franky est aussi connue pour être top dog (chef) de la prison, en rivalité avec Jacs Holt et Bea Smith.
Jusqu'à l'épisode Poking Spiders, elle apparaît dans chaque épisode, bien qu'absente dans Prisoner, et des épisodes Screw Lover, Love and Hate, Divide and Conquer, Panic Button et Plan Bea, lors de la saison 4 de Wentworth. Son absence est mentionnée pendant la série lorsque Doreen dit ne pas être capable de la tenir dans Divide and Conquer.

### Saison 1
Franky Doyle purge une peine de sept ans à Wentworth et est le Top Dog (chef de gang des prisonniers) de Wentworth au début de l'épisode 1. Le retour de Jacs Holts remet la situation en cause, et Jacs et Franky sont impliquées dans une rivalité pour la position de Top Dog.
Franky apparaît quand Bea Smith arrive et est envoyée dans sa cellule. Elle est en train d'avoir une relation sexuelle avec Kim Chang à l'intérieur puis sort pour parler à Bea. Elle voit immédiatement une occasion favorable en Bea. L'un des plans de contrebande de drogues de Franky échoue, et elle contraint Bea à introduire de la drogue pour elle.
Franky reçoit beaucoup de mails de ses fans à Wentworth, en partie à cause de la nature de son crime. Participante à une émission de télé-réalité sur des jeunes défavorisés qui ont eu la chance d'apprendre à cuisiner, elle a violemment attaqué le présentateur après qu'il l'a critiquée verbalement à la caméra, en le brûlant avec de l'huile. L'incident a toutefois recueilli environ 100 millions de vues sur Popview, un site de partage de vidéos.
Franky a eu une enfance difficile. Son père l'a abandonnée quand elle avait 10 ans, incapable de gérer sa femme qui buvait et se droguait. Il laisse Franky avec sa mère, pensant qu'une mère ne ferait jamais de mal à son propre enfant.
Le dernier épisode de la saison 1 révèle que Franky a tué Meg pendant l'émeute du premier épisode. Le meurtre est accidentel, car Franky a cru que Jacs l'avait saisie par derrière, et elle a donc poignardé la personne pour se défendre. À sa grande surprise, elle a en fait poignardé Meg, et non Jacs.
Franky a également un faible pour la gouverneur Erica Davidson. Elles flirtent parfois et échangent de longs regards tout au long de la saison 1. Dans l'épisode 10, elles s'engagent dans un baiser passionné qu'elles ont toutes les deux apprécié.

### Saison 2
Bea est libérée de la quarantaine au début de la saison 2. Franky ordonne à Boomer d'attaquer Bea pour afficher sa domination en tant que nouveau Top Dog depuis la mort de Jacs Holt. Cela cause des désaccords entre Franky et Bea.
Franky est surveillée par la gouverneur, qui sait qu'elle est responsable de la contrebande dans la prison. Franky prend l'avantage d'un projet de jardin, et persuade un homme prisonnier de la prison de Walford d'importer de la drogue contre du sexe oral de Boomer. Le prisonnier informe Franky d'un nouveau produit appelé Dragon Rose, en ajoutant que ça va « lui coûter cher ». Franky et le prisonnier se rencontrent dans l'abri de jardin, où se trouvent les drogues. Le prisonnier sous-entend qu'elle va devoir lui faire des faveurs sexuelles pour avoir la drogue. Pendant qu'il essaye de la violer, Franky attrape une fourche et poignarde l'homme dans les parties génitales. Son cri alerte les gardiens. Liz informe la gouverneur de l'endroit où sont cachées les drogues, et Boomer prend une peine de 7 ans supplémentaires à Wentworth quand la drogue est découverte dans sa cellule car elle les avait préalablement déplacées de l'abri de jardin.
L’identité du dénonciateur est inconnue de Franky qui devient paranoïaque, accuse d'abord Doreen, avant d'essayer d'étrangler Bea, avant que Liz avoue. Franky et Liz ont ensuite une discussion émotionnelle dans laquelle Franky admet que Liz est la seule qui tient vraiment à elle. Avant de quitter le secteur H, Franky recommande à Liz de ne pas revenir à Wentworth.
Franky voit une opportunité en Maxine et essaie de l'embaucher comme acolyte. Quand la gouverneur coupe le traitement hormonal de Maxine, elle demande à Franky de passer en contrebande les hormones pour elle, et devient en échange une membre du gang de Franky. Franky ordonne d'attaquer Béa, qu'elle suspecte de travailler avec la gouverneur et de conspirer contre elle.
Boomer informe Franky qu'elle prévoit une attaque sur Liz à l'extérieur, mais Bea intervient et parvient à faire enfermer Boomer pour une tentative d'attaque ; Bea remarque à cette occasion que Franky et Boomer perdent du pouvoir.
Après la mise en quarantaine de Boomer, Franky confronte Bea à la cafétéria, qui admet qu'elle planifie de devenir top dog à sa place. Franky découvre que Maxine travaille avec Bea, faisant passer des informations et lui donnant un couteau de contrebande. Franky saisit le couteau, incitant Bea à se glisser dans la salle de courrier pour voler un couteau et du ruban adhésif.
Dans Into The Night, l'avant-dernier épisode de la saison, Franky utilise le couteau contre Bea pendant un combat déclenché dans la blanchisserie. Bea gagne le combat, refuse l'opportunité de tuer Franky, et à la place tranche ses propres bras et finit à l'hôpital.
Dans Fear Her, le dernier épisode de la saison, Franky perd le respect des autres détenues. La gouverneur lui offre la place de top dog si elle s'allie à elle. Franky apprend que sa partenaire, Kim, va quitter Wentworth car sa liberté conditionnelle est acceptée. Franky et elle discutent du fait de reprendre leur relation en dehors de la prison, mais Franky repousse Kim, lui disant de retourner avec son conjoint.
A la fin de la deuxième saison, Franky et Bea se retrouvent face à face lorsque Bea retourne au secteur H après avoir été arrêtée pour le meurtre de Brayden Hold ; Franky dit alors devant la foule que Bea est la nouvelle top dog.

### Saison 3
Dans Knives Out, Franky finit en difficulté lorsque les détenues viennent chercher ce qu'elle leur doit. Franky se défoule en anéantissant l'unité d'éducation et est mise en quarantaine.
Dans l'épisode Blood and Fire, Joan Ferguson tente de brûler Wentworth et est piégée avec le bébé de Doreen, Joshua. Franky et Bea retournent dans les flammes et partent à la recherche de Jess et Joshua. Elles les retrouvent dans une zone où se trouvent les ordures, le plafond commençant à s'effondrer sur Bea, Joshua, Franky et Ferguson piégés à l'intérieur. Bea grimpe dans la ventilation en tenant Joshua et quitte le bâtiment. Bea donne à Doreen son bébé et court à l'intérieur pour sauver Franky, Will Jackson derrière elle. Will et Bea se débrouillent pour ouvrir la porte, Bea attrape Franky et dit à Will de laisser Joan ici mais Will l’attrape et la sort. Le lieu brûle avec Jess à l'intérieur mais tous les autres parviennent à s'échapper. Franky obtient plus tard sa liberté conditionnelle et quitte la prison.

### Saison 4
Le premier épisode de la saison 4 commence avec Franky donnant une interview sur une station de radio. Elle révèle que Franky et Bridget continuent leur relation. Vera va à la maison de Bridget et découvre cette relation.
Bridget informe Franky que Vera menace de la renvoyer. Franky apprend par son père qu'elle a une petite sœur. Franky dîne avec Vera et Bridget, et elles discutent de la demande de Ferguson d'être déplacée avec les autres détenues. Franky rencontre ensuite sa sœur et dit par la suite à Bridget qu'elle ne la reverra pas pendant un moment.